# 國道11號 (印度)

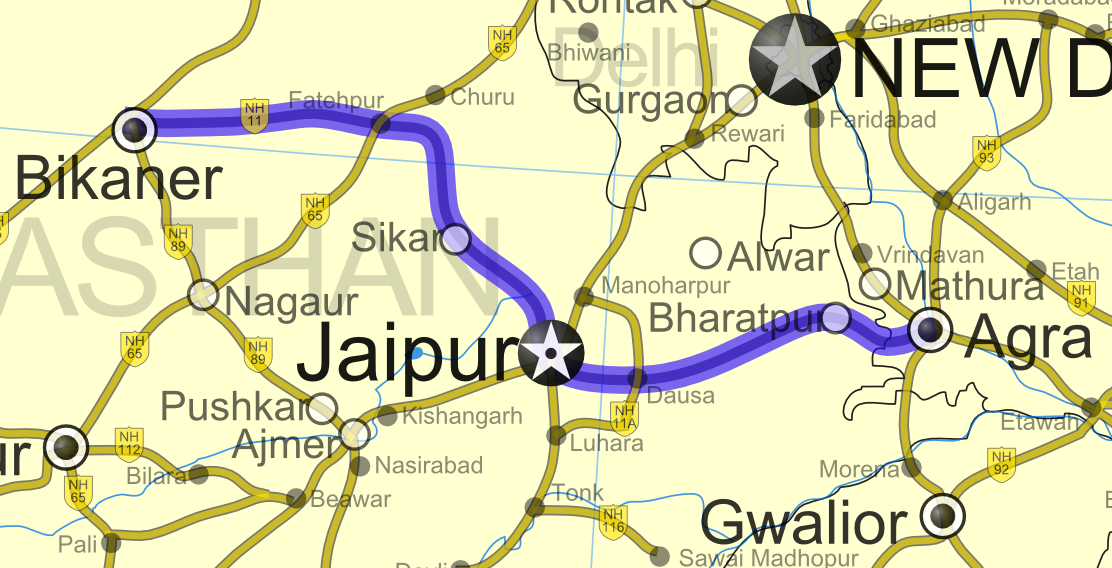
國道11號路線示意圖

國道11號（英語：National Highway 11，簡稱NH11），是連接印度北方邦阿格拉和拉賈斯坦邦比卡內爾的一條國家級公路。全長582公里。由於當中經過拉賈斯坦邦首府齋浦爾，是重要的旅遊公路。
公路也在世界自然遺產凱奧拉德奧國家公園的北界掠過。